# Municipio de Rose Valley
El municipio de Rose Valley (en inglés: Rose Valley Township) es un municipio ubicado en el condado de Stafford en el estado estadounidense de Kansas. En el año 2010 tenía una población de 54 habitantes y una densidad poblacional de 0,57 personas por km².

## Geografía
El municipio de Rose Valley se encuentra ubicado en las coordenadas 37°51′41″N 98°45′23″O / 37.86139, -98.75639. Según la Oficina del Censo de los Estados Unidos, el municipio tiene una superficie total de 94.4 km², de la cual 94,37 km² corresponden a tierra firme y (0,04 %) 0,03 km² es agua.

## Demografía
Según el censo de 2010, había 54 personas residiendo en el municipio de Rose Valley. La densidad de población era de 0,57 hab./km². De los 54 habitantes, el municipio de Rose Valley estaba compuesto por el 96,3 % blancos, el 3,7 % eran asiáticos. Del total de la población el 1,85 % eran hispanos o latinos de cualquier raza.